# Corsica Libera
Corsica Libera (« Corse libre ») est un parti nationaliste corse créé le 1er février 2009 à Corte par plus de 600 militants au terme d'un processus de refondation engagé près d'un an auparavant. Il regroupe les anciens mouvements Corsica Nazione Indipendente, Rinnovu, ANC-PSI et Strada Diritta qui se dissolvent dans cette nouvelle organisation. En septembre 2012, le Rinnovu annonce sa scission et se recrée comme une organisation à part entière.
Corsica Libera milite pour l'indépendance de la Corse à travers la mise en place d'un processus d'autodétermination, sans pour autant exclure des évolutions institutionnelles transitoires. L'organisation ne condamne pas la lutte armée, notamment celle pratiquée par le FLNC, considérant qu'il est nécessaire de faire disparaître les causes de cette pratique.
Au moment de sa fondation et des élections territoriales de mars 2010, Corsica Libera est représenté à l'Assemblée de Corse par Jean-Guy Talamoni, Rosa Prosperi et Véronique Sciaretti, élus en 2004 sur la liste Unione Naziunale. Par la suite, les représentants du mouvement sont Jean-Guy Talamoni, Josepha Giacometti et Jean-Marie Poli (remplaçant Véronique Sciaretti à la fin de l'année 2013), tous trois élus lors des élections territoriales de mars 2010. Paul-Félix Benedetti siège au sein du groupe Corsica Libera jusqu'en septembre 2012, moment du départ du courant Rinnovu de l'organisation, il devient alors le représentant de ce mouvement à l'Assemblée.
Les militants de Corsica Libera sont également présents au sein de diverses organisations du « mouvement national » tel que le Syndicat des travailleurs corses ou l'association de parents d'élèves Associu di i Parenti Corsi. Il existe également des organisations directement liées à Corsica Libera, comme l'Associu Sulidarità (soutien aux prisonniers politiques corses) ou l'Associu Corsu di a Salute (Association corse de la santé).
Plusieurs membres de Corsica Libera sont par ailleurs élus dans des municipalités insulaires, tel que le maire de Granace, Jean-Yves Leandri.
À l'issue des élections territoriales de décembre 2015, Corsica Libera obtient sept représentants à l'Assemblée de Corse, élus sur la liste de la coalition Pè a Corsica. En 2017, la coalition Pè a Corsica est reconduite, cette fois dès le premier tour et obtient 41 sièges sur 63, dont 13 pour Corsica Libera. De 2015 à 2021, Jean-Guy Talamoni, militant de Corsica Libera, était le président de l'Assemblée de Corse.
En 2024, Corsica Libera fusionne avec l'association de soutien aux prisonniers Patriottu pour former le mouvement Nazione,.Selon certains, la fondation de Nazione répondrait à une demande formulée par le FLNC-UC dans un communiqué de 2023.

## Organisation
Corsica Libera n'a pas de président, ni même de secrétaire général. Ceci afin de respecter les diverses tendances existant au sein du mouvement. Ainsi, la direction du parti est pratiquée par un Conseil exécutif de 26 membres, auxquels s'ajoutent un trésorier et les élus territoriaux. L'esecutivu est élu par les militants de Corsica Libera, qui définissent également les orientations du parti lorsqu'ils sont réunis en Congrès.
L'autre organe décisionnel de Corsica Libera est une Ghjunta, assemblée des délégués de sections (un délégué pour cinq militants). Elle se réunit tous les deux mois et est chargée du contrôle de l'action de l'exécutif et des différentes commissions mises en place.
L'une de ces commissions est la Commission Anti-Répressive, chargée du soutien aux militants interpellés et aux prisonniers politiques. Elle organise notamment des rassemblements devant les lieux où sont détenus les interpellés et appuie au niveau politique les revendications de l'Associu Sulidarità, l'association de défense des prisonniers politiques corses et de leurs familles.
Corsica Libera possède un organe de presse, le mensuel U Ribombu, créé en 1974 à Nice par les étudiants corses de la Cunsulta di i Studienti Corsi. Le mouvement est également présent sur Internet à travers son site officiel, ainsi que sur les réseaux sociaux tels que Facebook et Twitter.

## Histoire

### Processus de refondation
En 2007, après la rupture de l'Unione Naziunale par les élus de Corsica Nazione, les différents partis indépendantistes entreprirent de se rapprocher. Ils engagèrent ainsi un processus dit de « refondation du mouvement de libération nationale. » Les journées internationales de Corte 2008 furent ainsi placées sous le signe de ce cycle, qui fut concrétisé en février 2009, avec la création de Corsica Libera.

### Lutte contre le PADDUC
Corsica Libera s'est distingué notamment au cours d'une occupation symbolique dans le jardin de la villa de Christian Clavier afin de dénoncer le projet de Plan d'aménagement et de développement durable de la Corse (PADDUC) porté par l'UMP locale et plus généralement la spéculation foncière et immobilière qui a cours en Corse selon le mouvement. Les retentissements de cette occupation furent largement amplifiés par ses répercussions au plus haut niveau de l'État avec le limogeage du plus haut responsable de la sécurité sur l'île par Nicolas Sarkozy. Cette occupation prit rapidement le nom d'« affaire Clavier » et vit plusieurs des responsables de l'organisation condamnés à une amende de 500 € pour « violation de propriété privée. »
Corsica Libera fut parmi les opposants au PADDUC, proposé par les responsables UMP locaux, Ange Santini et Camille de Rocca Serra. Devant la forte opposition de diverses associations (U Levante, ABCDE, GARDE, U Polpu...), des mouvements nationalistes, autonomistes, du Parti communiste et de collectifs de défense de l'environnement, soutenus par l'opinion, le projet fut retiré du vote de l'Assemblée de Corse lors de la session du 15 juin 2009.
Dans ce cadre, Corsica Libera est le seul mouvement politique insulaire à avoir proposé un projet alternatif au PADDUC intitulé Corsica 21 en référence à l'Agenda 21.

### Élections territoriales 2010
Ces élections furent marquées par le changement de mode de scrutin voulu par le Parti radical de gauche, notamment Émile Zuccarelli et Nicolas Alfonsi, soutenu par l'UMP. Ainsi, le seuil de maintien au second tour fut relevé de 5 % à 7 % et le seuil de fusion fut relevé de 0 % à 5 %. Corsica Libera, ainsi que les autonomistes et le Parti communiste dénoncèrent cette manœuvre, destinée selon eux à écarter leurs courants politiques de l'Assemblée de Corse.
Prenant en compte cette nouvelle donne, Corsica Libera proposa une « Scelta Patriottica » (« Choix patriotique ») à l'ensemble des partis nationalistes, notamment au Parti de la nation corse, A Chjama Naziunale et Inseme per a Corsica. Cette « Scelta Patriottica » reposait sur six points :
- A terra (la terre) : Le choix d’une politique maitrisée du foncier en termes d’accessibilité et de développement économique.
- A cultura (la culture) : La Langue et la Culture comme facteur d’épanouissement, d’intégration sociale et comme moyen de développement économique. Officialisation de la langue corse.
- U sviluppu durevule (le développement durable) : L’option d’un développement économique durable articulé sur la complémentarité des secteurs productifs et d’un tourisme axé sur un rééquilibrage du littoral avec l’intérieur. Cela impliquera la protection et la valorisation de notre environnement.
- A scelta suciale (le choix social) : La redistribution des richesses pour le plus grand nombre. Le droit à l’éducation, au logement ; à la santé, à la formation et au travail pour tous.
- A liberazione di i patriotti incarcerati (la libération des patriotes incarcarés) : Le choix résolu de revendiquer un processus d’aboutissement de résolution politique qui passe par un traitement de prise en considération des prisonniers politiques.
- La mise en place d'une citoyenneté corse, fondée sur 10 ans de résidence permanente.

Cependant, les autres organisations refusèrent cette option et Corsica Libera décida de se présenter seul aux élections territoriales 2010. La liste Corsica Libera construisit son programme en s'inspirant largement de son projet Corsica 21 avec 100 propositions concrètes. Dans le même temps, les indépendantistes proposèrent 10 « mesures d'urgence », s'engageant à déposer des motions les reprenant dès la première session de l'Assemblée. Au 1er tour, la liste Corsica Libera recueillit 12 236 voix (soit 9,36 % des suffrages) et se maintint ainsi au second tour.
Au second tour, la liste Corsica Libera obtint 14 159 voix, soit 1 923 voix de plus qu'au 1er tour. Le mouvement indépendantiste envoie ainsi quatre représentants à l'Assemblée de Corse, soit un de plus que lors de la précédente mandature : Jean-Guy Talamoni, Véronique Sciaretti, Paul-Félix Benedetti et Josepha Giacometti. Cette dernière est, à 25 ans, la plus jeune conseillère territoriale.
Lors du « troisième tour », c'est-à-dire la désignation par les élus de l'Assemblée des membres du conseil exécutif ainsi que du président de l'Assemblée, Corsica Libera présenta Josepha Giacometti à la présidence de l'institution, celle-ci devenant ainsi la première femme à être candidate à une telle fonction mais elle ne fut pas élue. En ce qui concerne la composition du conseil exécutif, le mouvement ne disposant pas de suffisamment d'élus pour présenter une liste complète décida d'appuyer la liste présentée par les autonomistes de Femu a Corsica qui ne fut pas élue.

### Élections cantonales 2011
Lors de ces élections, traditionnellement peu favorables au mouvement nationaliste en général et indépendantiste en particulier, Corsica Libera décida chacune de sections libre de choisir la stratégie qui lui paraissait la plus adaptée pour porter le programme de l'organisation et tenter de parvenir au second tour, voire de gagner l'élection.
En Haute-Corse, sur les 14 cantons en jeu, Corsica Libera présente 8 candidatures, seul ou en coalition avec les autonomistes, pour les résultats suivants :
- Bastia-1 : Rosa Prosperi (146 voix, 7,68 %)
- Bastia-3 : Gérard Dykstra (51 voix, 6,04 %)
- Capobianco : Sébastien Quenot (401 voix, 20,71 %) / En coalition avec Femu a Corsica qui présente la suppléante
- Castifao-Morosaglia : Damien Poletti (297 voix, 13,94 %)
- Conca d'Oro : Jean-Baptiste Arena (952 voix, 30,04 %) / En coalition avec Femu a Corsica qui présente le titulaire
- Corte : Claude Cesari (216 voix, 10,68 %)
- Prunelli di Fiumorbo : Joseph Colombani (383 voix, 8,72 %)
- Sagro di Santa Giulia : Pasquale Rossi (294 voix, 8,32 %)

En Corse-du-Sud, où 11 cantons étaient renouvelés, Corsica Libera ne présenta que deux candidatures :
- Deux-Sevi : Ange Agostini (136 voix, 6,94 %)
- Porto-Vecchio : Michel Giraschi (494 voix, 7,37 %)

Il est à noter qu'en dehors du canton de Sagro di Santa Giulia, toutes les candidatures de Corsica Libera se sont retrouvées en concurrence avec des candidatures de Femu a Corsica au premier tour. Il semble donc qu'au vu de ce contexte, les scores obtenus par Corsica Libera puissent être jugés convenables, se maintenant dans la lignée des résultats aux élections territoriales.
La candidature de Jean-Baptiste Arena fut la seule à franchir le seuil du premier tour et obtint 1 316 voix, soit 32,03 % au second tour alors que le candidat vainqueur obtint 1 425 voix. Pour autant, Corsica Libera soutint les différentes candidatures autonomistes présentes au second tour, notamment celle de Jean-Christophe Angelini à Porto-Vecchio, celui-ci étant élu conseiller général face au député UMP Camille de Rocca Serra.

### Élections législatives 2012
Pour la première fois de son histoire, le mouvement indépendantiste présente en son nom des candidatures dans toute la Corse. Il est à noter que, fort logiquement, aucune organisation n'avait appuyé un candidat à l'élection présidentielle française de mai 2012.
Corsica Libera présenta donc 4 candidatures :
- 1re circonscription de la Haute-Corse : Ghjuvan Filippu Antolini (1 083 voix, 3,30 %)
- 2e circonscription de la Haute-Corse : Petru Antone Tomasi (2 408 voix, 6,19 %)
- 1re circonscription de la Corse-du-Sud : Paul-Mathieu Leonetti (1 785 voix, 6,63 %)
- 2e circonscription de la Corse-du-Sud : Paul Quastana (2 596 voix, 8,04 %)

Ces résultats, en baisse par rapport aux élections territoriales et même aux élections cantonales, peuvent s'expliquer par la présence de candidats autonomistes dans toutes les circonscriptions, en particulier de Gilles Simeoni dans la 1re de Haute-Corse et de Jean-Christophe Angelini dans la 2e de Corse-du-Sud, ces deux derniers étant en position de remporter l'élection. D'ailleurs, ils accédèrent tous deux au second tour où ils furent soutenus par Corsica Libera sans parvenir à défaire les députés sortants.

### Élections territoriales 2015
La liste du parti menée par Jean-Guy Talamoni a obtenu 7,7 % des voix lors du premier tour des élections territoriales de 2015. Le parti décide de fusionner au second tour avec la liste de Femu a Corsica de Gilles Simeoni au sein de la liste Pè a Corsica sur laquelle Jean-Guy Talamoni figure en troisième position.
La liste de Gilles Simeoni obtient ensuite 35,3 % des voix au second tour et 24 élus, parmi lesquels 7 élus de Corsica libera. Le 17 décembre, Jean-Guy Talamoni est élu président de l'Assemblée de Corse.

## Relations internationales
Les journées internationales de Corte ont été organisées pour la première fois par Corsica Libera en 2009. Parmi les invités internationaux, figuraient pour le social : les Guadeloupéens du Liyannaj Kont Pwofitasyon (LKP) et de l'UGTG, les Calédoniens de l'USTKE, les Basques du Langile Abertzaleen Batzordeak (LAB), les Bretons du syndicat Sindikad Labourerien Breizh (SLB). Ces syndicats sont membres de la Plateforme des syndicats des nations sans États (PSNSE) avec le Syndicat des travailleurs corses (STC), également présent aux journées de Corte.
De nombreuses organisations politiques s'inscrivant dans une lutte de libération nationale étaient également présentes lors de cette édition 2009, tel que le Mouvement pour l'autonomie de la Kabylie et son président Ferhat Mehenni, le mouvement basque Batasuna, le mouvement nationaliste catalan Gauche républicaine de Catalogne, le Mouvement souverainiste du Québec, et les mouvements nationalistes sardes de Sardigna Natzione et Indipendèntzia Repùbrica de Sardigna (IRS). Un représentant du Front de libération nationale kanak et socialiste (FLNKS) était également présent.

## Résultats électoraux

### Assemblée de Corse
| Année | 1er tour                | 1er tour                | 2e tour                 | 2e tour                 | Rang                    | Sièges  |
| Année | Voix                    | %                       | Voix                    | %                       | Rang                    | Sièges  |
| ----- | ----------------------- | ----------------------- | ----------------------- | ----------------------- | ----------------------- | ------- |
| 2010  | 12 236                  | 9,36                    | 14 159                  | 9,35                    | 4e                      | 4 / 51  |
| 2015  | 10 353                  | 7,73                    | 52 839                  | 35,34                   | 1er                     | 7 / 51  |
| 2017  | au sein de Pè a Corsica | au sein de Pè a Corsica | au sein de Pè a Corsica | au sein de Pè a Corsica | au sein de Pè a Corsica | 13 / 63 |
| 2021  | 9 280                   | 6,90                    | 20 604                  | 15,07                   | 3e                      | 1 / 63  |